# Томас Малтус
Томас Робърт Малтус (на английски: Thomas Robert Malthus) е английски икономист и социолог, свещеник.

## Биография
Роден е на 13 февруари 1766 г. в Доркинг, близо до Лондон. Баща му е пламенен якобинец, поддържащ кореспонденция с Русо и Волтер.
Томас Малтус завършва Джезус Колидж на Кеймбриджкия университет през 1788 г. и защитава докторска дисертация по богословие (1793).
През периода 1797 – 1803 г. е енорийски свещеник в графство Съри. По-късно (1805) става професор в Катедрата по съвременна история и политическа икономия в колежа на Източноиндийската компания в Хейлейбъри, където живее и работи до края на живота си. Томас Малтус умира на 23 декември 1834, Хейлейбъри, Великобритания.

## Теория на Малтус
През 1798 г. Малтус публикува своето „Есе за законите на населението“. Според него, ако не се ограничи, човечеството върви към демографска катастрофа, защото населението се увеличава в геометрична прогресия, докато средствата за изхранването му – в аритметична. Според него това, което държи населението под контрол са нещастия (войни, епидемии, глад и болести), морални ограничения и поквара (към които той включва убийства, предпазване от забременяване и хомосексуалност).
Икономическото учение развиващо неговите теории се нарича малтусианство. През XIX век концепциите на Малтус получават широко признание, но по-късно става ясно, че при съставянето им той не взема предвид техническото и икономическо развитие на човечеството, което позволява не само изхранването на много по-голям брой хора през XX век, отколкото той предсказва, че ще е възможно, но и до икономически просперитет и благоденствие, немислими по негово време.